# Эскадренные миноносцы типа «Бейнбридж»
Эскадренные миноносцы типа «Бейнбридж» — первый тип эскадренных миноносцев, состоявший на вооружении Военно-морского флота США с 1902 по 1919 года. Всего было построено 13 эсминцев этого типа. Первые эсминцы США, получившие обозначение «DD» и номера. Аналогичные по характеристикам «дестроерам» всех стран мира, они имели недостаточную мореходность и были непригодны для дальних операций.

## История строительства
Строительство эскадренных миноносцев типа «Бейнбридж» — первых эсминцев американского флота — было вызвано ходом испано-американской войны, в ходе которой против кораблей американского флота были применены атаки испанских эсминцев. Строительство эсминцев типа «Бейнбридж» было заказано в 1898 году, в 1899 году были произведены закладки 12 корпусов из 13. Последний эсминец, USS Stewart (DD-13), был заложен 24 января 1900 года.

## Особенности конструкции
Как выяснилось в процессе эксплуатации, эскадренные миноносцы типа «Бейнбридж» обладали неудовлетворительной мореходностью, а помимо этого, недостаточной скоростью, оказавшейся меньше проектной, вместо проектных 29 узлов показали на испытаниях 28,0-28,64. Запасы угля в угольных ямах достигали 213 тонн.

## Список эсминцев типа
| Корабль                | Верфь                            |
| ---------------------- | -------------------------------- |
| USS Bainbridge (DD-1)  | Neafie & Levy                    |
| USS Barry (DD-2)       | Neafie & Levy                    |
| USS Chauncey (DD-3)    | Union Iron Works                 |
| USS Dale (DD-4)        | William R. Trigg Company         |
| USS Decatur (DD-5)     | William R. Trigg Company         |
| USS Hopkins (DD-6)     | Harlan & Hollingsworth Company   |
| USS Hull (DD-7)        | Harlan & Hollingsworth Company   |
| USS Lawrence (DD-8)    | Fore River Ship & Engine Company |
| USS Macdonough (DD-9)  | River Ship & Engine Company      |
| USS Paul Jones (DD-10) | Union Iron Works                 |
| USS Perry (DD-11)      | Union Iron Works                 |
| USS Preble (DD-12)     | Union Iron Works                 |
| USS Stewart (DD-13)    | Gas Engine and Power Company     |